# Evonik Industries
Evonik Industries é uma empresa multinacional com sede na Alemanha, criada em 12 de setembro de 2007, como resultado da reestruturação do grupo RAG mineração e tecnologia. A Evonik Industries uniu as áreas de negócio de produtos químicos, energia e imobiliário da RAG. Sua especialidade são produtos químicos finos. O negócio de produtos químicos representa mais de 80% das vendas da empresa. Atualmente a empresa emprega cerca de 34 mil pessoas e realiza atividades em mais de 100 países.A Evonik é o maior acionista do clube alemão Borussia Dortmund.

## Brasil
No Brasil desde 1953 e com sua sede administrativa em São Paulo, a empresa possui uma fábrica em Barra do Riacho (Aracruz) e mais duas unidades localizadas em Americana e outra em Castro. Conta com quatro centros de distribuição, situados em Cascavel, Guarulhos, Itajaí e Mucuri. Com foco em especialidades químicas, suas atividades concentram nas principais megatendências: Saúde & Nutrição, Eficiências em Recursos e Globalização.